# Adidas Tango
Tango fue el balón de fútbol oficial usado durante las Copas Mundiales de 1978 y 1982, realizadas respectivamente en Argentina y España. Fue fabricado por la compañía alemana de equipamiento deportivo Adidas. El diseño de este balón —con veinte piezas con "tríadas Tango", que creaban la ilusión óptica de 12 círculos idénticos—, fue usado durante las seis últimas ediciones del siglo XX, hasta la de 1998. Comenzó a bautizarlos como homenaje al país anfitrión: se basaba en la danza rioplatense del tango, típica en Argentina y Uruguay, el cual es considerado elegante y apasionante; las características que Adidas decía haber impreso en el balón, evocando los colores del traje masculino. Se la relaciona con el goleador argentino de 1978, Mario Alberto Kempes, con el goleador italiano de 1982, Paolo Rossi y con el francés Michel Platini, figura de su selección en ambos mundiales.

## Tango España
El diseño inicial de 1978 se alteró ligeramente para la Copa Mundial de 1982, aunque contaba con una innovación tecnológica muy importante. Seguía estando hecho de cuero, pero presentaba unas revolucionarias costuras impermeables, lo que reducía considerablemente la absorción de agua y, por tanto, reducía al mínimo el aumento de peso del balón durante el partido en caso de lluvia. El Tango España, fue el líder de una familia cuyos miembros estaban especializados en diferentes sectores. Así, por ejemplo, el Tango Mundial, modelo líder probado en túnel aerodinámico; el Tango Alicante, el modelo especial para iluminación artificial; el Tango Málaga, óptimo para superficies duras y el Tango indoor para fútbol sala. La gama de balones no sólo se ofreció en el color básico blanco, sino también en anaranjado y amarillo.

## Serie
| Año  |  | Modelo               | Competición                          | Información adicional |
| ---- |  | -------------------- | ------------------------------------ | --- |
| 1978 |  | Adidas Tango Durlast | Copa Mundial de Fútbol de 1978       | La pelota fue presentada inicialmente como Tango Durlast, sin embargo otros modelos de producción también fueron calificados como Tango River Plate. Las variaciones de la réplica incluyen el Tango Rosario. |
| 1980 |  | Adidas Tango Italia  | UEFA Euro 1980                       | [ 3 ] |
| 1982 |  | Adidas Tango España  | Copa Mundial de Fútbol de 1982       | Incluyen variaciones como el Tango Barcelona. Otras variaciones de Adidas fueron el Tango Mundial, Tango Alicante, Tango Málaga y Tango Indoor.                                                               |
| 1984 |  | Adidas Tango Mundial | UEFA Euro 1984                       | La serigrafía del balón estaba en rojo. Una de las variaciones fue el Tango Madrid, balón oficial de la Primera división 1984-85.                                                                             |
| 1984 |  | Adidas Tango Sevilla | Juegos Olímpicos de Los Ángeles 1984 | Utilizado para los Juegos de Los Ángeles 1984; comparado con anteriores Tango, la única variante fue que aparecía con el logotipo de la competición.                                                          |
| 1988 |  | Adidas Tango Europa  | UEFA Euro 1988                       | |
| 1988 |  | Adidas Tango Séoul   | Juegos Olímpicos de Seúl 1988        | |
| 2012 |  | Adidas Tango 12      | UEFA Euro 2012                       | Un diseño totalmente nuevo de los Adidas Tango, incluyendo el Adidas Tango Argentina 12, Torfabrik, Comoequa, The Albert, Prime y Adidas Tango 12                                                             |

Otras variaciones más limitadas del balón fueron: Tango Roma, Tango Napoli, Tango Munich, Tango Scorpion, Tango Mendoza, Tango Gol, Tango Indoor Ball o Tango Tournoi, Tango Verona.